# Rosemary Joshua
Rosemary Joshua (née le 16 octobre 1964 à Cardiff) est une soprano galloise et une interprète spécialiste des opéras de Haendel.

## Biographie
Joshua est née à Cardiff et a étudié au Royal College of Music. Après avoir terminé ses études, elle fait ses débuts au Festival d'Aix-en-Provence dans le rôle d'Angelica de Orlando de Haendel. Elle a ensuite abordé les rôles de Zerlina dans Don Giovanni avec le Scottish Opera, celui de Susanna dans Le nozze di Figaro et celui de Sophie dans Der Rosenkavalier pour l'English National Opera. Elle a continué à chanter les grands rôles de soprano dans de nombreux grands opéras et festivals du monde entier, y compris Adèle dans Die Fledermaus au Metropolitan Opera de New York, le rôle-titre de La Petite Renarde rusée à la Scala de Milan et au De Nederlandse Opera à Amsterdam, celui de Anne Trulove dans le The Rake's Progress au Festival de Glyndebourne, et Zerlina au Royal Opera House, Covent Garden.
Elle s'est produite en concert à travers l'Europe et le Royaume-Uni. Sa discographie comprend, pour Chandos Records, les rôles-titres de Partenope et de Sémélé de Haendel, Sophie de Der Rosenkavalier, et le solo à la 4e Symphonie de Mahler avec Philippe Herreweghe conduisant de l'Orchestre des Champs-Élysées. En 2012, elle a enregistré Harmonia Sacra, un ensemble de chants spirituels peu connus composés par Henry Purcell (Aparte APO27/ Harmonia mundi).

## Discographie (partielle)
- Georg Friedrich Haendel: Semele, 2008, Chaconne.
- Georg Friedrich Haendel: Duets, 2010, Chaconne/Chandos.
- Georg Friedrich Haendel: Orlando: Dramma per musica in Three Acts, 2011. Warner Music Germany, 3 CD.
- Georg Friedrich Haendel: Ombra Cara, Arien, Harmonia Mundi.
- John Blow: Venus and Adonis, Harmonia Mundi
- Henry Purcell: Harmonia Sacra. Les Talents Lyriques, Christophe Rousset, Aparté, Harmonia Mundi